# سعيد بن المرزبان البقال
سعيد بن المرزبان البقال أبو سعد العبسي الكوفي الأعور مولى حذيفة بن اليمان، وراوي حديث نبوي ضعيف الرتبة. وكان من القراء، قال أبو داود: «كان من أقرأ الناس».

## روايته للحديث النبوي
- روى عن: إبراهيم التيمي، وأنس بن مالك، وسعيد بن جبير، وأبي وائل شقيق بن سلمة الأسدي، والضحاك بن مزاحم، وطلحة بن مصرف، وطلق بن حبيب العنزي، وعبد الرحمن بْن الأسود بْن يزيد، وعبد الرحمن بن أبي ليلى، وعكرمة مولى ابن عباس، وأبي الزبير مُحَمَّد بْن مسلم المكي، ومحمد بْن أَبي موسى، ويزيد الفقير، وأبي حصين الأسدي، وأبي سلمة بن عبد الرحمن بن عوف، وأبي عمرو الشيباني.
- روى عنه: الْحَسَن بْن عبد الرحمن، وأَبُو أسامة حماد بْن أسامة، وخالد بْن عَبد اللَّهِ، وسفيان الثوري، وسفيان بن عيينة، وسليمان الأعمش- وهو من أقرانه، وشعبة بن الحجاج، وطلحة بْن شيبان اليامي، وعَبْد اللَّهِ بْن داود الخريبي، وأَبُو مسعود عبد الرحمن بْن الْحَسَن الزجاج، وعبد الرحمن بْن عَبد اللَّهِ المسعودي، وعَبد الرحيم بْن سُلَيْمان، وعبدة بْن سُلَيْمان، وعُبَيد اللَّه بْن موسى، وعُبَيدة بْن حميد، وعقبة بْن خالد السكوني، والفضل بْن موسى السيناني، ومحمد بن إسحاق بن يسار، وأبو معاوية الضرير، ومحمد بْن فضيل، ومرجى بْن رجاء، وهشيم بن بشير، ويزيد بن هارون، ويَعْلَى بْن عُبَيد، ويونس بن بكير، وأبو بكر بن عياش المقرئ.[1]
- الجرح والتعديل: قال يحيى بن معين: «ليس بشيءٍ، وكان أعور، وكان من قراء الناس»، وَقَال عَمْرو بْن عَلِيٍّ: «ضعيف الحديث، متروك الحديث.»، وقال أبو زرعة الرازي: «لين الحديث مدلس، قيل: هو صدوق، قال: نعم كان لا يكذب»، وقال البخاري: «منكر الحديث»، وقال أبو حاتم الرازي: «لا يحتج بحديثه»، وقال النسائي: «ضعيف» وقال مرة: «ليس بثقة ولا يكتب حديثه»، وقال ابن عدي: «هو في جملة ضعفاء الكوفة الذين يجمع حديثهم ولا يترك»، وقال الساجي «صدوق فيه ضعف»، وقال العجلي: «ضعيف»، وقال ابن حبان: «كثير الوهم فاحش الخطأ».[2] روى له الْبُخَارِي فِي الأدب المفرد، والترمذي وابن ماجة.[1]